# Foresta di Paimpont

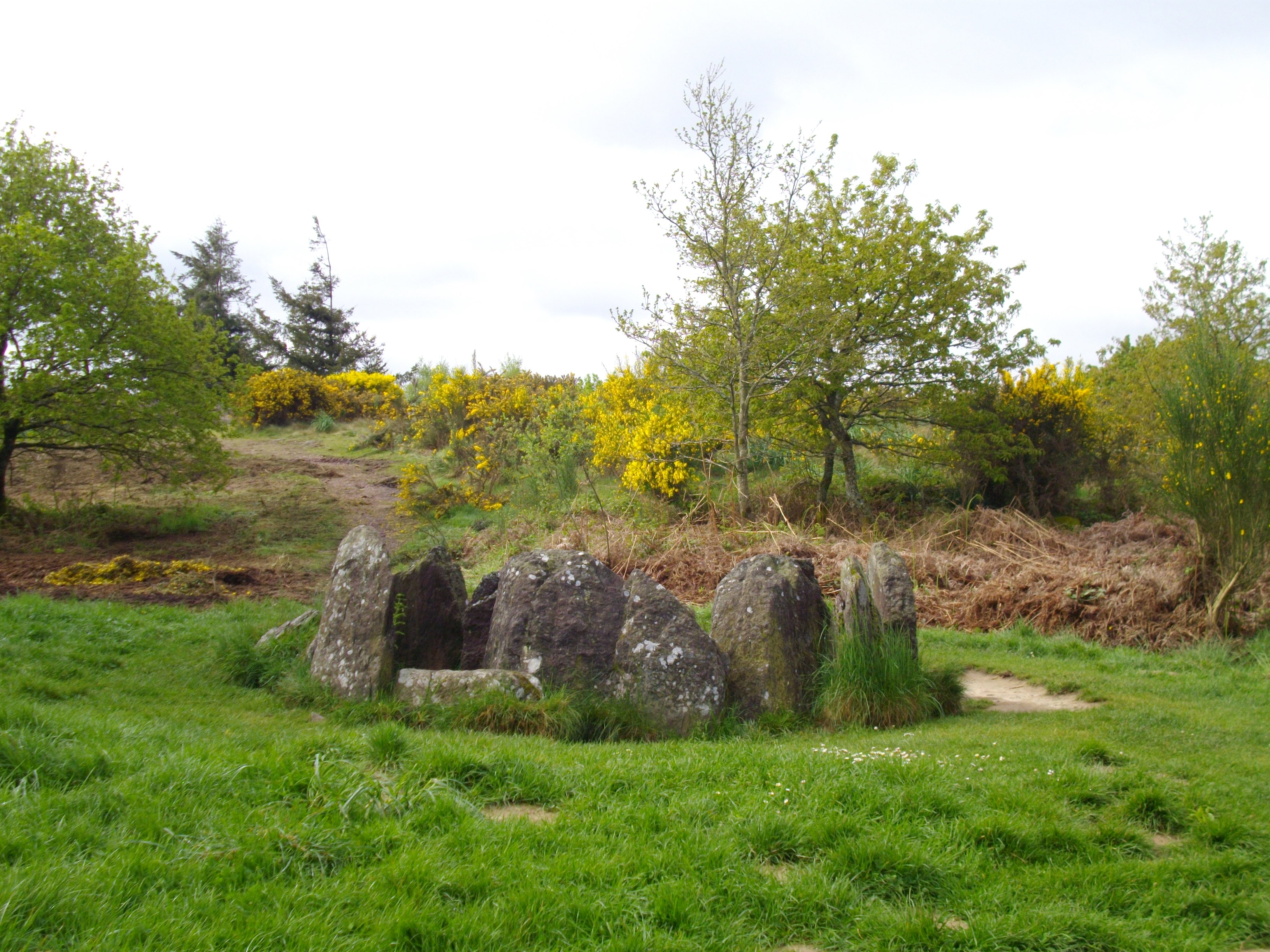
L'Hotié de Vivianne nella foresta di Paimpont

La foresta di Paimpont, conosciuta anche come Brocelandia, è situata nel comune francese di Paimpont, vicino alla città di Rennes in Bretagna.

## Leggenda
Sotto il nome di "Brocelandia" ebbe un importante ruolo nell'immaginario medievale come luogo di magia e mistero. La foresta fa da sfondo a numerose avventure del Ciclo bretone, in particolare Yvain il cavaliere del leone di Chrétien de Troyes, e gli abitanti del luogo sostengono che l'albero in cui si suppone che la Dama del Lago abbia imprigionato Merlino sia tuttora visibile. Si dice che all'interno della foresta siano presenti altri siti leggendari, tra i quali la Valle senza Ritorno, la tomba di Merlino, la fonte della giovinezza, e l'Hotié de Vivianne (il castello della Dama del Lago). Il cronista medievale Wace visitò la foresta ma ne rimase deluso:
(Roman de Rou, Part III, lines 6329-98)
Per coloro che vivono nei pressi di Paimpont le leggende arturiane sono fortemente radicate. Molti nomi dei miti possono essere tradotti in bretone o francese: per esempio il nome Lancillotto (Lancelot) significa "nomade" o "vagabondo" in bretone. È presente inoltre una forte influenza dei Druidi, e in tutta la Bretagna è possibile trovare menhir o allineamenti, i più famosi dei quali sono situati nei pressi di Carnac; gli allineamenti a Kerlescan sono soprannominati "i soldati di Artù."

## Descrizione
Paimpont è una foresta di latifoglie, principalmente querce e faggi, con aree di conifere sia all'interno, nelle aree che hanno subito disboscamento, che nelle zone periferiche come transizione tra latifoglie e brughiera, per esempio verso ovest nel settore di Tréhorenteuc e della Val sans retour (Valle senza ritorno), che venne devastato da diversi incendi specialmente nel 1976, un anno di grande siccità. La foresta occupa principalmente il territorio del comune di Paimpont, ma si estende anche a comuni confinanti: Guer e Beignon a sud, Saint-Péran a nord-est, e Concoret a nord.Paimpont è il frammento più grande di una foresta più antica che occupava l'Argoat, la regione interna della Bretagna. In passato veniva spesso chiamata "foresta di Brécélien", ma sia la sua origine antica che altre ragioni sottolineate da diversi autori fecero propendere per il nome di "foresta di Brocéliande", coerentemente con le avventure della leggenda della Tavola rotonda. Questa scelta così altisonante venne rafforzata alla fine del ventesimo secolo dalla nascita dell'istituzione Pays de Brocéliande, volta a facilitare lo sviluppo dei comuni della parte occidentale del dipartimento.La relativa altitudine della foresta contribuisce a darle un clima simile a quello oceanico delle coste del Finistère. Questa situazione climatica, grazie alla quale i venti provenienti da ovest e sud-ovest portano nuvole e pioggia che supporta la vegetazione, è predominante. L'acqua in eccesso alimenta i numerosi ruscelli che percorrono il fondo di piccole valli per gettarsi prima nel fiume Aff, e poi nella Vilaine, nell'area attorno a Redon nel sud del dipartimento. Il punto più alto della foresta è situato nella parte occidentale (la Haute forêt) a 256 metri s.l.m. L'altitudine scende regolarmente offrendo panorami del dipartimento del Morbihan e del comune di Mauron, porto della Côtes-d'Armor. Non lontano ha sede la stazione biologica di Paimpont dell'Università di Rennes 1, costruita tra il 1966 e il 1967, che domina il lago di Châtenay. La varietà della foresta e dei suoi dintorni costituisce un contesto favorevole per svariati corsi di studio ai quali prendono parte sia studenti di biologia di Rennes 1 che ricercatori stranieri. Le strutture dell'Università forniscono alloggio a circa 70 persone e questi ricercatori lavorano tutto l'anno su soggetti generalmente molto distanti dai biotopi locali, come ad esempio il comportamento dei primati, in particolare dei cercopitechi, le cui grida sono consuete per chi lavora nell'area ma rappresentano una sorpresa per gli escursionisti che hanno poca familiarità queste specie esotiche. I primi ricercatori, invece, studiarono a lungo l'ecologia delle brughiere armoricane, il territorio e l'idrologia.La foresta appartiene principalmente a privati che si occupano del suo mantenimento e la sfruttano per il legname e la cacciagione; solo una piccola porzione (10%), nella parte nord orientale, appartiene allo stato ed è gestita dalla Commissione Nazionale per le Foreste. Questa situazione impedisce la libertà di movimento all'interno della foresta. I proprietari, tuttavia, hanno siglato una convenzione che autorizza, dal 1º aprile fino alla fine di settembre, l'utilizzo di alcuni sentieri. Tra le responsabilità delle guardie forestali c'è quella di evitare i comportamenti che potrebbero minacciare la foresta, la sua flora e la sua fauna, come ad esempio atteggiamenti che possono causare incendi, o situazioni potenzialmente pericolose come cani senza guinzaglio. La raccolta di funghi non è strettamente proibita, ma è tollerata solamente nei pressi dei sentieri di libero utilizzo.Vista la sua importanza prima della Rivoluzione francese, la foresta era sotto le giurisdizione reale tramite un organismo chiamato Commissione Nazionale per le Foreste, dal momento che tradizionalmente i signori del luogo non si occupavano della gestione della foresta. Lo sfruttamento del legname avvenne principalmente per l'approvvigionamento delle fornaci a carbone delle industrie vicine, almeno nel XVII e XVIII secolo; l'invio di alberi di prima scelta alla marina ebbe invece un ruolo marginale.